# Карамудини, Мохаммед
Мохаммед Карамудини (род. в 1955 году) — иранский писатель, переводчик, научный журналист и преподаватель. Им написано и переведено на персидский язык значительное количество научных и научно-популярных статей и книг по биологии. Написал или перевел на персидский более 37 книг и несколько десятков статей. Лауреат большого количества премий, включая «Лучшая книга года» (четыре раза, в 2006, 2010, 2011 и 2017 гг.), «Рошдского фестиваля за лучший учебник» (трижды, в 2002, 2011 и 2013 гг.) и «Фестиваля лучшего университетского учебника» (в 2012 г.). Мохаммед Карамудини — основатель Иранской биологической олимпиады, занимал пост Национального научного комитета Иранской биологической олимпиады в течение 20 лет.